# Arquidiócesis de Ottawa-Cornwall
La arquidiócesis de Ottawa-Cornwall (en latín: Archidioecesis Ottavien(sis)-Cornubien(sis) y en inglés: Roman Catholic Archdiocese of Ottawa–Cornwall) es una circunscripción eclesiástica latina de la Iglesia católica en Canadá, sede metropolitana de la provincia eclesiástica de Ottawa-Cornwall. La arquidiócesis tiene al arzobispo Marcel Damphousse como su ordinario desde el 4 de diciembre de 2020. 

## Territorio y organización
La arquidiócesis tiene 5818 km² y extiende su jurisdicción sobre los fieles católicos de rito latino residentes en la provincia de Ontario en: la ciudad de Ottawa, parte de los condados de Lanark y de Prescott y Russell y los excondados de Stormont y Glengarry.
La sede de la arquidiócesis se encuentra en la ciudad de Ottawa, en donde se halla la Catedral basílica de Nuestra Señora. En Cornwall se encuentra la Concatedral de la Natividad de Nuestra Señora. En Alexandria, en el municipio de North Glengarry, se halla la excatedral de San Finnan.
En 2020 en la arquidiócesis existían 129 parroquias.
Antes de la unión de las dos sedes en 2020:
- el territorio de Ottawa se extendía por 5818 km² y estaba subdividido en 107 parroquias;
- el territorio de Alexandria-Cornwall se extendía por 1290 km² y estaba subdividido en 26 parroquias agrupadas en 4 decanatos.

La arquidiócesis tiene como sufragáneas a las diócesis de: Hearst-Moosonee, Pembroke y Timmins.

## Historia

### Arquidiócesis de Ottawa
La diócesis de Bytown (antiguo nombre de Ottawa) fue erigida el 25 de junio de 1847 con el breve Ad prospiciendum facilius del papa Pío IX, obteniendo el territorio de las diócesis de Kingston y Montreal (hoy ambas arquidiócesis). Originalmente era sufragánea de la arquidiócesis de Quebec.
El 14 de junio de 1860 tomó el nombre de diócesis de Ottawa.
El 11 de julio de 1882 cedió una parte de su territorio para la erección del vicariato apostólico de Pontiac (hoy diócesis de Pembroke) mediante el breve Silvicolarum praesertim del papa León XIII.
El 8 de junio de 1886 fue elevada al rango de arquidiócesis metropolitana en virtud del breve Supplicatum est nobis del papa León XIII.
El 21 de abril de 1913 cedió una parte de su territorio para la erección de la diócesis de Mont-Laurier y el 23 de junio de 1951 cedió otra parte para la erección de la diócesis de Saint-Jérôme, mediante la bula Ad catholicum nomen del papa Pío XII, (hoy ambas diócesis están unidas con el nombre de diócesis de Saint-Jérôme-Mont-Laurier).
El 27 de abril de 1963 cedió otra parte de su territorio para la erección de la diócesis de Hull (hoy arquidiócesis de Gatineau) mediante la bula Quia dioecesim del papa Juan XXIII.

### Diócesis de Alexandria-Cornwall

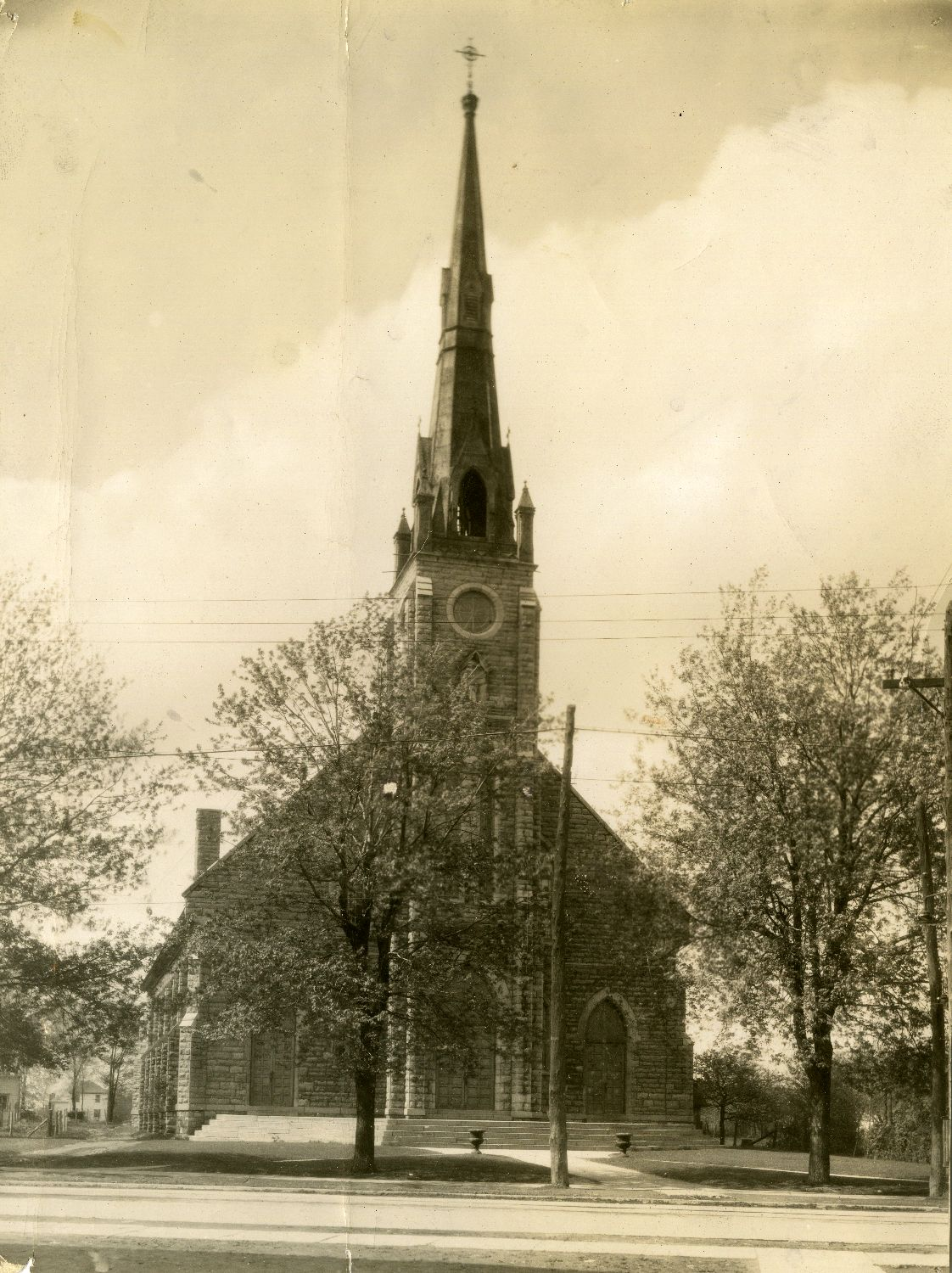
Imagen antigua de la Concatedral de la Natividad de Nuestra Señora

La diócesis de Alexandria en América fue erigida el 21 de enero de 1890 con el breve In hac sublimi del papa León XIII, obteniendo el territorio de la arquidiócesis de Kingston, de la que era sufragánea. La sede episcopal era la ciudad de Alexandria (hoy parte del municipio de North Glengarry), donde se encontraba la catedral de San Finnan.
Después de erigida la diócesis de Alexandria en Luisiana (Estados Unidos), el 15 de noviembre de 1910 adoptó la denominación de diócesis de Alexandria en Ontario.
El 17 de septiembre de 1976, por decreto In dioecesis de la Congregación para la Evangelización de los Pueblos, tomó el nombre de diócesis de Alexandria-Cornwall y al mismo tiempo la iglesia de la Natividad de Nuestra Señora de Cornwall fue elevada al rango de concatedral.
La diócesis estaba ubicada en el extremo este de la provincia canadiense de Ontario e incluía los antiguos condados de Stormont y Glengarry.

### Arquidiócesis de Ottawa-Cornwall
El 13 de enero de 2016 el arzobispo de Ottawa Terrence Thomas Prendergast fue nombrado administrador apostólico de la diócesis de Alexandria-Cornwall; se convirtió en su obispo el 27 de abril de 2018, y el papa Francisco unió las dos sedes in persona episcopi.
El 6 de mayo de 2020 fueron unidas la arquidiócesis de Ottawa y la diócesis de Alexandria-Cornwall; al mismo tiempo, la nueva circunscripción tomó su nombre actual.

## Estadísticas
De acuerdo al Anuario Pontificio 2021 la arquidiócesis tenía a fines de 2020 un total de 458 575 fieles bautizados.
| Año                                                                             | Población            | Población | Población      | Sacerdotes | Sacerdotes    | Sacerdotes    | Bautizados por sacerdote | Diáconos permanentes | Religiosos | Religiosos | Parroquias |
| Año                                                                             | Bautizados católicos | Total     | % de católicos | Total      | Clero secular | Clero regular | Bautizados por sacerdote | Diáconos permanentes | Varones    | Mujeres    | Parroquias |
| ------------------------------------------------------------------------------- | -------------------- | --------- | -------------- | ---------- | ------------- | ------------- | ------------------------ | -------------------- | ---------- | ---------- | ---------- |
| Arquidiócesis de Ottawa                                                         |                      |           |                |            |               |               |                          |                      |            |            |            |
| 1950                                                                            | 241 000              | 380 000   | 63.4           | 689        | 273           | 416           | 349                      |                      | 1118       | 1942       | 132        |
| 1966                                                                            | 210 455              | 360 000   | 58.5           | 560        | 204           | 356           | 375                      |                      | 495        | 1630       | 105        |
| 1970                                                                            | 199 985              | 249 530   | 80.1           | 666        | 196           | 470           | 300                      |                      | 680        | 1634       | 98         |
| 1976                                                                            | 261 545              | 516 945   | 50.6           | 443        | 172           | 271           | 590                      | 1                    | 409        | 1375       | 100        |
| 1980                                                                            | 285 900              | 575 000   | 49.7           | 420        | 166           | 254           | 680                      | 9                    | 393        | 1252       | 100        |
| 1990                                                                            | 350 000              | 677 000   | 51.7           | 371        | 149           | 222           | 943                      | 13                   | 326        | 1047       | 112        |
| 1999                                                                            | 402 305              | 805 610   | 49.9           | 341        | 162           | 179           | 1179                     | 40                   | 233        | 886        | 113        |
| 2000                                                                            | 402 305              | 805 610   | 49.9           | 334        | 167           | 167           | 1204                     | 49                   | 215        | 871        | 113        |
| 2001                                                                            | 402 305              | 805 610   | 49.9           | 347        | 172           | 175           | 1159                     | 47                   | 217        | 859        | 113        |
| 2002                                                                            | 402 305              | 812 305   | 49.5           | 264        | 162           | 102           | 1523                     | 50                   | 149        | 830        | 113        |
| 2003                                                                            | 402 305              | 812 305   | 49.5           | 272        | 170           | 102           | 1479                     | 51                   | 142        | 848        | 113        |
| 2004                                                                            | 392 635              | 812 305   | 48.3           | 279        | 177           | 102           | 1407                     | 60                   | 147        | 848        | 111        |
| 2013                                                                            | 428 000              | 892 000   | 48.0           | 282        | 115           | 167           | 1517                     | 86                   | 183        | 582        | 107        |
| 2016                                                                            | 441 798              | 922 014   | 47.9           | 283        | 116           | 167           | 1561                     | 86                   | 180        | 495        | 107        |
| 2019                                                                            | 458 200              | 956 200   | 47.9           | 219        | 116           | 103           | 2092                     | 91                   | 115        | 445        | 107        |
| Diócesis de Alexandria-Cornwall                                                 |                      |           |                |            |               |               |                          |                      |            |            |            |
| 1950                                                                            | 42 300               | 63 500    | 66.6           | 50         | 43            | 7             | 846                      |                      | 36         | 212        | 29         |
| 1959                                                                            | 48 000               | 69 100    | 69.5           | 61         | 46            | 15            | 786                      |                      | 70         | 240        | 33         |
| 1965                                                                            | ?                    | 77 081    | ?              | 75         | 54            | 21            | ?                        |                      | 35         | 252        | 32         |
| 1970                                                                            | 55 000               | 78 200    | 70.3           | 62         | 51            | 11            | 887                      |                      | 17         | 220        | 30         |
| 1976                                                                            | 51 989               | 78 731    | 66.0           | 56         | 47            | 9             | 928                      |                      | 20         | 156        | 31         |
| 1980                                                                            | 45 829               | 81 541    | 56.2           | 46         | 38            | 8             | 996                      | 1                    | 18         | 131        | 34         |
| 1990                                                                            | 56 500               | 88 000    | 64.2           | 48         | 42            | 6             | 1177                     | 10                   | 16         | 94         | 34         |
| 1999                                                                            | 56 050               | 87 388    | 64.1           | 36         | 36            |               | 1556                     | 16                   | 4          | 65         | 34         |
| 2000                                                                            | 56 050               | 87 388    | 64.1           | 45         | 35            | 10            | 1245                     | 18                   | 10         | 66         | 34         |
| 2001                                                                            | 56 050               | 87 388    | 64.1           | 43         | 34            | 9             | 1303                     | 18                   | 17         | 61         | 34         |
| 2002                                                                            | 56 050               | 87 388    | 64.1           | 49         | 39            | 10            | 1143                     | 16                   | 14         | 55         | 34         |
| 2003                                                                            | 56 050               | 87 388    | 64.1           | 46         | 37            | 9             | 1218                     | 16                   | 13         | 55         | 34         |
| 2004                                                                            | 56 050               | 87 383    | 64.1           | 45         | 36            | 9             | 1245                     | 16                   | 13         | 32         | 32         |
| 2006                                                                            | 55 675               | 87 500    | 63.6           | 47         | 40            | 7             | 1184                     | 17                   | 11         | 24         | 31         |
| 2012                                                                            | 56 600               | 91 000    | 62.2           | 44         | 32            | 12            | 1286                     | 9                    | 26         | 22         | 27         |
| 2015                                                                            | 57 400               | 100 800   | 56.9           | 37         | 34            | 3             | 1551                     | 18                   | 3          | 20         | 28         |
| 2018                                                                            | 64 780               | 104 200   | 62.2           | 29         | 27            | 2             | 2233                     | 16                   | 2          | 20         | 26         |
| Arquidiócesis de Ottawa-Cornwall                                                |                      |           |                |            |               |               |                          |                      |            |            |            |
| 2020                                                                            | 458 575              | 953 906   | 48.1           | 355        | 159           | 196           | 1292                     | 109                  | 201        | 461        | 129        |
| Fuente: Catholic-Hierarchy, que a su vez toma los datos del Anuario Pontificio. |                      |           |                |            |               |               |                          |                      |            |            |            |

## Episcopologio

### Sede de Ottawa
- Joseph-Eugène-Bruno Guigues, O.M.I. † (9 de julio de 1847-8 de febrero de 1874 falleció)
- Joseph-Thomas Duhamel † (1 de septiembre de 1874-5 de junio de 1909 falleció)
- Charles-Hugues Gauthier † (6 de septiembre de 1910-19 de enero de 1922 falleció)
- Joseph-Médard Émard † (2 de junio de 1922-28 de marzo de 1927 falleció)
- Joseph-Guillaume-Laurent Forbes † (29 de enero de 1928-22 de mayo de 1940 falleció)
- Alexandre Vachon † (22 de mayo de 1940 por sucesión-30 de marzo de 1953 falleció)
- Marie-Joseph Lemieux, O.P. † (29 de junio de 1953-24 de septiembre de 1966 nombrado nuncio apostólico en Haití[16])
- Joseph-Aurèle Plourde † (2 de enero de 1967-27 de septiembre de 1989 retirado)
- Marcel André Joseph Gervais (27 de septiembre de 1989 por sucesión-14 de mayo de 2007 retirado)
- Terrence Thomas Prendergast, S.I. (14 de mayo de 2007-6 de mayo de 2020 nombrado arzobispo de Ottawa-Cornwall)

### Sede de Alexandria-Cornwall
- Alexander Macdonell † (18 de julio de 1890-30 de mayo de 1905 falleció)
- William Andrew Macdonell † (21 de marzo de 1906-17 de noviembre de 1920 falleció)
- Félix Couturier, O.P. † (28 de junio de 1921-27 de julio de 1941 falleció)
- Rosario L. Brodeur † (27 de julio de 1941 por sucesión-15 de octubre de 1966 renunció[17])
- Joseph Adolphe Proulx † (28 de abril de 1967-13 de febrero de 1974 nombrado obispo de Hull)
- Eugène Philippe LaRocque † (24 de junio de 1974-27 de abril de 2002 retirado)
- Paul-André Durocher (27 de abril de 2002-12 de octubre de 2011 nombrado arzobispo de Gatineau)
- Marcel Damphousse (28 de junio de 2012-12 de noviembre de 2015 nombrado obispo de Sault Sainte Marie)
  - Sede vacante (2015-2018)[18]
- Terrence Thomas Prendergast, S.I. (27 de abril de 2018-6 de mayo de 2020 nombrado arzobispo de Ottawa-Cornwall)

### Sede de Ottawa-Cornwall
- Terrence Thomas Prendergast, S.I. (6 de mayo de 2020-4 de diciembre de 2020 retirado)
- Marcel Damphousse, por sucesión el 4 de diciembre de 2020